# História da publicação de jornais

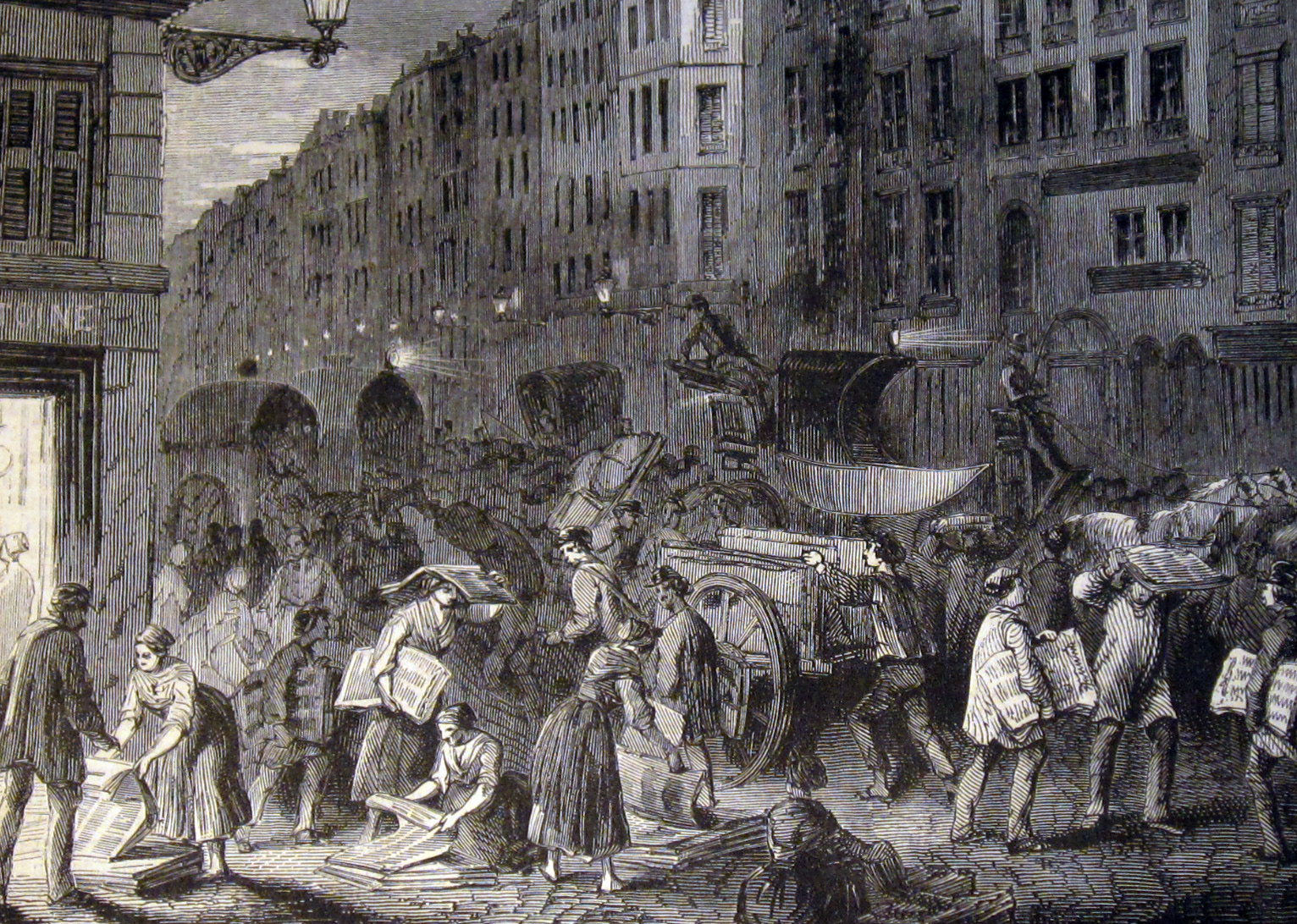
Jornal sendo embalado para entrega em Paris, 1848

O jornal moderno é uma invenção europeia.  As mais antigas folhas de notícias manuscritas diretas circularam amplamente em Veneza já em 1566. Essas folhas de notícias semanais estavam cheias de informações sobre guerras e política na Itália e na Europa. Os primeiros jornais impressos foram publicados semanalmente na Alemanha a partir de 1609. Normalmente, eles eram fortemente censurados pelo governo e informavam apenas notícias estrangeiras e preços atuais. Depois que o governo inglês relaxou a censura em 1695, os jornais floresceram em Londres e em algumas outras cidades, incluindo Boston e Filadélfia. Na década de 1830, as impressoras de alta velocidade podiam imprimir milhares de papéis a baixo custo, permitindo baixos custos diários.

## Ásia

### China
Na China, as primeiras folhas de notícias produzidas pelo governo, chamadas tipao, eram comumente usadas entre os funcionários da corte durante o final da dinastia Han (2.º e 3.º séculos d.C.). Entre 713 e 734, o Kaiyuan Za Bao ("Boletim da Corte") da dinastia Tang publicou notícias do governo; foi escrito à mão em seda e lido por funcionários do governo. Em 1582, folhas de notícias publicadas em privado apareceram em Pequim, durante o final da dinastia Ming.

Shen Bao

Do final do século XIX até 1949, a comunidade internacional em Xangai e Hong Kong patrocinou uma animada imprensa em língua estrangeira que cobria notícias de negócios e políticas. Os líderes incluíam North China Daily News, Shanghai Evening Post and Mercury, para os alemães, Der Ostasiatischer Lloyd e  Deutsche Shanghai Zeitung. Antes de 1872, os jornais do governo imprimiam anúncios ocasionais de funcionários. Em Xangai, o empresário inglês Ernest Major (1841–1908) estabeleceu o primeiro jornal de língua chinesa em 1872. Seu Shen Bao empregou editores e jornalistas chineses e comprou histórias de escritores chineses; também publicou cartas de leitores. Os romances serializados eram populares entre os leitores e os mantinham leais; ao papel. O Acordo Internacional de Xangai estimulou o crescimento de uma esfera pública de homens de negócios chineses que prestaram muita atenção aos desenvolvimentos políticos e econômicos. Xangai tornou-se a capital da mídia da China. Shen Bao foi o jornal de língua chinesa mais importante até 1905 e ainda era importante até os comunistas chegarem ao poder em 1949.
Shen Bao e outros grandes jornais viam a opinião pública como a força motriz da mudança histórica, do tipo que traria razão de progresso e modernidade para a China. Os editores retrataram a opinião pública como o árbitro final da justiça para os funcionários do governo. Assim, eles ampliaram a esfera pública para incluir o público leitor. O incentivo à formação da opinião pública estimulou o ativismo e serviu de base para o apoio popular à revolução de 1911. O jornalismo impresso chinês foi modernizado na década de 1920 de acordo com os padrões internacionais, graças à influência do Movimento da Nova Cultura. As funções de jornalista e editor foram profissionalizadas e tornaram-se carreiras de prestígio. O Ta Kung Pao ampliou o público com suas reportagens imparciais sobre assuntos públicos. A vertente empresarial ganhou importância e, com maior ênfase na publicidade e no noticiário comercial, os principais jornais, sobretudo de Xangai, afastaram-se do jornalismo de advocacia que caracterizou o período revolucionário de 1911. Fora dos grandes centros, o nacionalismo promovido nos diários metropolitanos não era tão distinto quanto o localismo e o culturalismo.
Hoje a China tem duas agências de notícias, a Agência de Notícias Xinhua e o Serviço de Notícias da China (Zhongguo Xinwenshe). A Xinhua foi a principal fonte de notícias e fotografias para jornais centrais e locais. Em 2002, havia dois mil e cem jornais, em comparação com apenas quatrocentos em 1980. Os jornais do partido Diário do Povo e Diário de Guangming, juntamente com o Diário do ELP do Exército, tiveram a maior circulação. Os jornais locais focados em notícias locais são populares. Em 1981, o China Daily em inglês começou a ser publicado. Ele imprimiu notícias e esportes internacionais das principais agências de notícias estrangeiras, bem como notícias nacionais interessantes e artigos de destaque.

### Índia
Robert Knight (1825-1890), fundou dois jornais diários de língua inglesa, The Statesman em Calcutá e The Times of India em Bombaim. Em 1860, ele comprou os acionistas indianos, fundiu-se com a rival Bombay Standard e fundou a primeira agência de notícias da Índia. Ele telegrafou despachos de notícias para jornais em toda a Índia e tornou-se o agente indiano do serviço de notícias da Reuters. Em 1861, ele mudou o nome de Bombay Times and Standard para The Times of India. Knight lutou por uma imprensa livre de restrições ou intimidações prévias, resistindo frequentemente às tentativas de governos, interesses empresariais e porta-vozes culturais e levou o jornal à proeminência nacional. Os jornais de Knight promoveram o autogoverno indiano e muitas vezes criticaram as políticas do Raj britânico. Em 1890, a empresa empregava mais de oitocentas pessoas e tinha uma circulação considerável na Índia e no Império Britânico.

### Japão

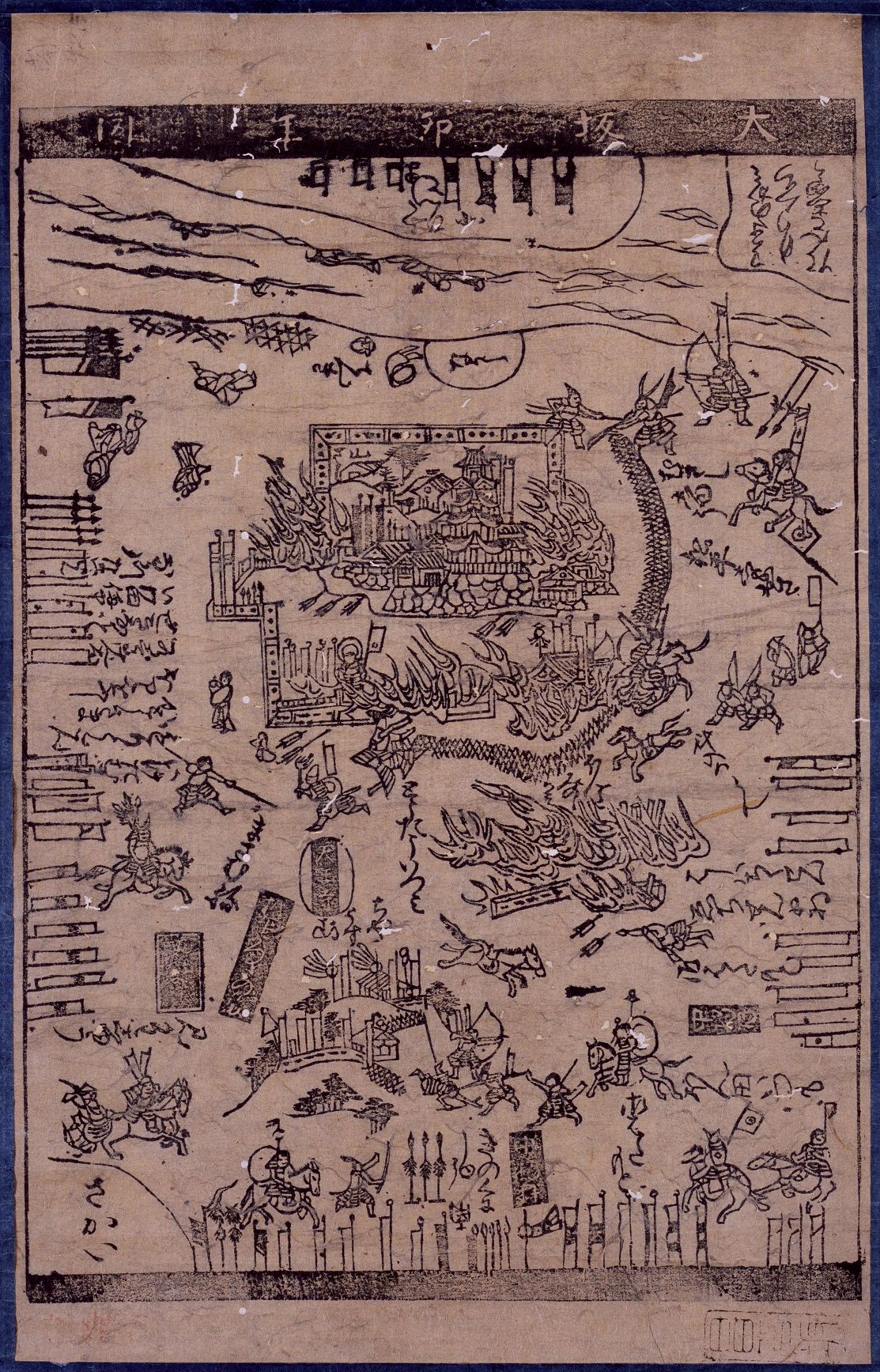
Um dos primeiros impressos em kawaraban, retratando a queda do Castelo de Osaka, século XVII

Os jornais japoneses começaram no século XVII como yomiuri (読売、literalmente "ler e vender") ou kawaraban (瓦版, literalmente "impressão em blocos de azulejos", referindo-se ao uso de blocos de impressão de argila), que eram folhetos impressos vendidos nas grandes cidades para comemorar grandes encontros ou eventos sociais.
O primeiro jornal moderno foi o Japan Herald publicado quinzenalmente em Yokohama pelo inglês A. W. Hansard a partir de 1861. Em 1862, o xogunato Tokugawa começou a publicar o Kampan batabiya shinbun, uma edição traduzida de um jornal holandês amplamente distribuído. Esses dois jornais foram publicados para estrangeiros e continham apenas notícias estrangeiras.
O primeiro jornal diário japonês que cobriu notícias estrangeiras e domésticas foi o Yokohama Mainichi Shinbun (横浜市毎日新聞), publicado pela primeira vez em 1871. Os jornais tornaram-se órgãos dos partidos políticos. Os primeiros leitores desses jornais vieram principalmente das fileiras da classe samurai.
Koshinbun eram jornais mais plebeus e populares que continham notícias locais, histórias de interesse humano e ficção leve. Exemplos de koshinbun foram o Tokyo nichinichi shinbun, o antecessor do atual Mainichi shinbun, que começou em 1872; o Yomiuri shinbun, que começou em 1874; e o Asahi shinbun, que começou em 1879. Eles logo se tornaram a forma dominante.
Na era democrática das décadas de 1910 a 1920, o governo tentou suprimir jornais como o Asahi shinbun por sua postura crítica contra a burocracia governamental que favorecia a proteção dos direitos dos cidadãos e a democracia constitucional. No período de crescente militarismo nas décadas de 1930 a 1945, os jornais enfrentaram intensa censura e controle do governo. Após a derrota do Japão, a censura estrita da imprensa continuou enquanto os ocupantes americanos usavam o controle do governo para inculcar valores democráticos e anticomunistas. Em 1951, os ocupantes americanos finalmente devolveram a liberdade de imprensa ao Japão, que é a situação hoje.

### Ásia
- Hill, David T.  Journalism and Politics in Indonesia: A Critical Biography of Mochtar Lubis (1922–2004) as Editor and Author (2010)
- Hopkinson, Belinda, ed. Information technologies for newspaper publishing in Asia and the Pacific (UNESCO No. 46. 1997)
- Jeffrey, Robin. "India's Newspaper Revolution: Capitalism, Politics and the Indian." Language Press (2000) 1#9 pp: 77–9.
- Mittler, Barbara. A newspaper for China?: power, identity, and change in Shanghai's news media, 1872–1912 (Harvard Univ Asia Center, Vol. 226, 2004)
- Reed,  Christopher A. Gutenberg in Shanghai: Chinese Print Capitalism, 1876–1937 (2004)
- Yu, Haiqing. Media and cultural transformation in China (Routledge, 2009)

### Europa
- Bösch, Frank. Mass Media and Historical Change: Germany in International Perspective, 1400 and till today that is Present (Berghahn, 2015). 212 pp. online review
- Der Weduwen, Arthur (2017). Dutch and Flemish Newspapers of the Seventeenth Century, 1618–1700. [S.l.]: Brill. ISBN 978-90-04-31731-4
- Gustafsson, Karl Erik; Per Rydén (2010). A History of the Press in Sweden (PDF). Gothenburg: Nordicom. ISBN 978-91-86523-08-4. Arquivado do original (PDF) em 13 de fevereiro de 2015
- McReynolds, Louise. The News under Russia's Old Regime: The Development of a Mass-Circulation Press (1991)
- Olson, Kenneth E.  The history makers: The press of Europe from its beginnings through 1965 (LSU Press, 1966), Covers 24 countries; detailed bibliography
- Schulte, Henry F. The Spanish Press 1470–1966  (1968)

### França
- Blackburn, George M. "Paris Newspapers and the American Civil War." Illinois Historical Journal (1991): 177–193. in JSTOR
- Botein Stephen, Jack R. Censer and Ritvo Harriet. "The Periodical Press in Eighteenth-Century English and French Society: A Cross-Cultural Approach", Comparative Studies in Society and History, 23 (1981), 464–90.
- Censer, Jack Richard. Press and politics in pre-revolutionary France (Univ of California Press, 1987)
- Chalaby, Jean K. "Twenty years of contrast: The French and British press during the inter-war period." European Journal of Sociology 37.01 (1996): 143–159. 1919–39
- Chalaby, Jean K. "Journalism as an Anglo-American Invention A Comparison of the Development of French and Anglo-American Journalism, 1830s–1920s." European Journal of Communication (1996) 11#3 pp: 303–326.
- Collins, Irene. The government and the newspaper press in France, 1814–1881 (Oxford University Press, 1959)
- Collins, Ross F., and E. M. Palmegiano, eds. The Rise of Western Journalism 1815–1914: Essays on the Press in Australia, Canada, France, Germany, Great Britain and the United States (2007), Chapter on France by Ross Collins
- Cragin, Thomas J. "The Failings of Popular News Censorship in Nineteenth-Century France." Book History 4.1 (2001): 49–80. online
- Edelstein, Melvin. "La Feuille villageoise, the Revolutionary Press, and the Question of Rural Political Participation." French Historical Studies (1971): 175–203. in JSTOR
- Eisenstein, Elizabeth L. Grub Street Abroad: Aspects of the French Cosmopolitan Press from the Age of Louis XIV to the French Revolution (1992)
- Eisendrath, Charles R. "Politics and Journalism—French Connection." Columbia Journalism Review 18.1 (1979): 58–61
- Freiberg, J. W. The French press: class, state, and ideology (Praeger Publishers, 1981)
- Goldstein, Robert Justin. "Fighting French Censorship, 1815–1881." French Review (1998): 785–796. in JSTOR
- Gough, Hugh. The newspaper press in the French Revolution (Taylor & Francis, 1988)
- Isser, Natalie. The Second Empire and the Press: A Study of Government-Inspired Brochures on French Foreign Policy in Their Propaganda Milieu (Springer, 1974)
- Kerr, David S. Caricature and French Political Culture 1830–1848: Charles Philipon and the Illustrated Press (Oxford University Press, 2000)
- Thogmartin, Clyde. The national daily press of France (Birmingham Alabama: Summa Publications, Inc., 1998), 370pp
- Trinkle, Dennis A. The Napoleonic press: the public sphere and oppositionary journalism (Edwin Mellen Pr, 2002)
- Weigle, Clifford. "The Paris Press from 1920 to 1940" Journalism Quarterly (1941) 18: 376–84.
- Weigle, Clifford. "The Rise and Fall of the Havas News Agency" Journalism Quarterly (1942) 19:277–86
- Williams, Roger Lawrence. Henri Rochefort, prince of the gutter press (Scribner, 1966)
- Zeldin, Theodore France: 1848–1945 (1977) vol 2. ch 11, "Newspapers and corruption" pp 492–573
- Zerner, Elisabeth H. "Rumors in Paris Newspapers," Public Opinion Quarterly (1946) 10#3 pp. 382–391 in JSTOR In summer 1945

### Grã-Bretanha
- Andrews, Alexander. A History of British journalism(2011)
- Barker, Hannah. Newspapers and English Society 1695–1855 (2000) excerpt
- Brake, Laurel, and Marysa Demoor, eds. Dictionary of nineteenth-century journalism in Great Britain and Ireland (Academia Press, 2009)
- Clarke, Bob. From Grub Street to Fleet Street: An Illustrated History of English Newspapers to 1899 (2004)        excerpt and text search
- Conboy, Martin. Journalism in Britain: A Historical Introduction (2010)
- George, Curran. Newspaper History from the Seventeenth Century to the Present (1978)
- Herd, Harold. The March of Journalism: The Story of the British Press from 1622 to the Present Day 1952. online
- O'Malley, Tom. "History, Historians and of the Writing of Print and Newspaper History in the UK c. 1945–1962," Media History (Special Issue: The Historiography of the Media in the United Kingdom) (2012)  18#3–4, DOI: 10.1080/13688804.2012.723492
- Sommerville, C. John. The News Revolution in England: Cultural Dynamics of Daily Information (1996)
- Williams, Keith. The English Newspaper: An Illustrated History to 1900 (1977)
- Williams, Kevin. Read All About it: a History of the British Newspaper (2010)

### Canadá
- Kesterton, W.H. A History of Journalism in Canada (1979)

### Estados Unidos
- Daly, Christopher B. Covering America: A Narrative History of a Nation's Journalism (2012) excerpt and text search
- Emery, Michael, Edwin Emery, and Nancy L. Roberts. The Press and America: An Interpretive History of the Mass Media (9th ed. 1999.), standard textbook;
- Mott, Frank Luther. American Journalism A History: 1690–1960 (1962)
- Nord, David Paul. Communities of Journalism: A History of American Newspapers and Their Readers (2006) excerpt and text search
- Schudson, Michael. Discovering the News: A Social History of American Newspapers. (1978). excerpt and text search
- Sloan, W. David, James G. Stovall, and James D. Startt. The Media in America: A History, 4th ed. (1999)
- Streitmatter, Rodger. Mightier Than the Sword: How the News Media Have Shaped American History (1997)online edition
- Vaughn, Stephen L., ed. Encyclopedia of American Journalism (2007) 636 pages excerpt and text search

### Leitores
- Heyd, Uriel. Reading Newspapers: Press and Public in Eighteenth-Century Britain and America (Oxford, 2012)
- Schoenbach, Klaus, et al. "Research Note: Distinction and Integration Sociodemographic Determinants of Newspaper Reading in the USA and Germany, 1974–96." European Journal of Communication (1999) 14#2 pp: 225–239.

### Historiografia
- Buxton, William J., and Catherine McKercher. "Newspapers, magazines and journalism in Canada: Towards a critical historiography." Acadiensis (1988) 28#1 pp. 103–126 in JSTOR; also online
- Daly, Chris. "The Historiography of Journalism History: Part 1:'An Overview.'." American Journalism 26 (2009): 141–147; "The Historiography of Journalism History: Part 2: 'Toward a New Theory,'" American Journalism, (2009) 26#1 pp 148–155, stresses the tension between the imperative form of business model and the dominating culture of news
- Dooley, Brendan. "From Literary Criticism to Systems Theory in Early Modern Journalism History," Journal of the History of Ideas (1990) 51#3 pp 461–86.
- Espejo, Carmen. "European Communication Networks in the Early Modern Age: A new framework of interpretation for the birth of journalism," Media History (2011) 17#2 pp 189–202
- Griffen-Foley, Bridget. "Australian press, radio and television historiography: an update." Media International Australia, Incorporating Culture & Policy 119 (2006) pp: 21+
- Nevins, Allan. "American Journalism and Its Historical Treatment," Journalism Quarterly (1959) 36#4 pp 411–22 online
- Wilke, Jürgen: Journalism, European History Online, Mainz: Institute of European History, 2013, retrieved: January 28, 2013.